# Lancaster, Minnesota
Lancaster är en ort i Kittson County i delstaten Minnesota, USA.